# Церковь Иконы Божией Матери Знамение (Ивановское)
Церковь иконы Божией Матери Знамение (Знаменская церковь) — православный храм в селе Ивановском Волоколамского района Московской области.
Церковь расположена в усадьбе Ивановское-Безобразово, является объектом культурного наследия и входит в комплекс зданий усадьбы, которая также является культурным объектом.

## История
В начале XVII века в селе Ивановском существовала церковь Иоанна Предтечи. В писцовых книгах 1626 года упоминается: «За князем Никитою Михайловичем Мезецким в Сестринском стану приданная его вотчина, что дал ему в приданое тесть его Петр Иванович Карамышев, сельцо Ивановское, а в нём храм Иоанна Предтечи каменный». Между 1658 и 1682 годами была построена новая деревянная церковь иконы Божией Матери Знамение. В 1720 году вместо обветшавшей церкви Священным Синодом было разрешено построить новую деревянную, которая впоследствии сгорела.
Кирпичная двухколокольная церковь Знамения Пресвятой Богородицы с престолами Архангела Михаила и Иоанна Воина была создана в усадьбе помещика Безобразова в 1782—1784 годах. Имя архитектора неизвестно; здание храма — в стиле классицизма, трапезная имеет два придела. Церковь перестраивалась в начале XIX века и в 1864 году. В 1903 году на средства московского купца А. Ф. Старшинова была заново выполнена роспись храма, а сам храм переосвящён во имя Архангела Михаила.
Закрыта во время гонений на церковь в советское время в 1930-х годах. В годы Великой Отечественной войны Знаменский храм получил повреждения. С окончания войны церковь находилась в запустении. Её восстановление началось только после распада СССР, в 2006 году, по благословению благочинного церквей Волоколамского округа протоиерея Константина Попова. Помещение было очищено от мусора, произведены первостепенные работы по сохранению здания. Создан новый приход, настоятель храма — священник Алексий Викторович Кошелев. В 2018 году начался ремонт здания.
При храме ведётся работа по сбору данных о всех, пострадавших за веру в годы советской власти. Особое внимание уделено новомученикам и исповедникам Волоколамского благочиния.